# Cologny
Cologny é uma comuna suíça do Cantão de Genebra na margem esquerda do Lago Lemano.  
Situada numa ligeira elevação, é fundamentalmente um comuna residencial com uma magnífica vista sobre o  Lago de Genebra do Pequeno Lago, a cidade, o Jardim inglês com todas as suas a atrações e o ex-libris de Genebra, o Jet d'Eau.  Considerada como um paraíso de milionários, Cologny abriga os imóveis residenciais mais caros do cantão.

## Sociedade
Na comuna encontra-se o campo de golfe de prestígio de Genebra, o Club de Golf de Genebra e a sede do Fórum Econômico Mundial.

## História
Franchisé no final do século XVI, alguns impressores genebrinos utilizavam o nome de Cologny (Colonia Allobrogum) como local de edição a fim de contornar a proibição de vender os livros em França. O Tratado de Turim (1754)  regularizou o problema sobre a jurisdição entre as terras de Saint-Victor (Genebra) e a Casa de Saboia. Mais tarde, depois da anexação de Genebra pela França em 1798, o concelho municipal reúne-se pela primeira vez em 9 de dezembro de 1800 .